# Angiologia
L'angiologia (del grec Αγγιος, 'vas' i λογόc, 'estudi') és l'especialitat mèdica que s'encarrega de l'estudi de les estructures vasculars del sistema circulatori i del sistema limfàtic; incloent-hi la fisiologia i anatomia dels capil·lars, de les venes, de les artèries i la dels limfàtics, a més de les seves malalties. Té per objectiu la prevenció, diagnòstic, tractament mèdic, cirurgia i seguiment de les alteracions degeneratives, genètiques o traumàtiques dels vasos arterials, venosos i limfàtics.

## Història
Al papir Ebers es troba la descripció més antiga d'un aneurisma de l'aorta abdominal (AAA) pulsàtil. Durant el període romà d'Orient diversos metges van practicar intervencions quirúrgiques per eliminar les varius i la medicina aiurvèdica feia servir sangoneres de manera eficient. El primer cas d'una trombosi venosa de l'extremitat inferior va ser documentat amb detall pel franciscà Guillaume de Saint-Pathus (1250-1315) en una de les seves obres manuscrites de temàtica religiosa, Vie et miracles de Saint Louis. Els treballs de Lorenz Heister (1683-1758), descrits en el seu llibre Chirurgie, es consideren fonamentals pel desenvolupament de l'angiologia. L'any 1785, John Hunter va operar amb èxit un aneurisma de l'artèria poplítia, mitjançant la lligadura quirúrgica prèvia de l'artèria femoral superficial a través del conducte anatòmic que porta el seu nom. Astley Cooper (1768-1841), anatomista deixeble de Hunter i cirurgià reial, desenvolupà un abordatge extraperitoneal que feia possible accedir a les artèries ilíaques per lligar els aneurismes de l'artèria femoral proximal (1808) i va practicar la primera intervenció amb bons resultats d'un aneurisma expansiu de l'artèria caròtide. El 1862, a la tesi doctoral De l'asphyxie locale et de la gangrène symétrique des extrémités, Maurice Raynaud (1834-1881) va caracteritzar el fenomen que s'anomena així en honor seu i que té una etiopatogènia molt diversa. De vegades, els casos greus requereixen la pràctica d'una simpatectomia perifèrica per evitar l'amputació dels dits. L'aigua de Burow, una solució aquosa d'acetat d'alumini creada pel cirurgià alemany Karl August Burow (1809-1874) i que es prepara com a fórmula magistral, encara s'utilitza per tractar tòpicament les complicacions de la flebitis. Charles Hewitt Moore (1821-1870) dissenyà l'any 1864, amb el propòsit de trombosar els aneurismes, un mètode basat en el cablejat d'aquests emprant fils de diversos metalls. Poc temps més tard, l'italià Corradi va connectar els fils del procediment de Moore a una bateria per tal d'induir la coagulació. Armand Trousseau (1801-1867) identificà l'associació entre la tromboflebitis migratòria i el càncer. Louis Hubert Farabeuf (1841-1910), autor de l'obra Ligatures des artères (1872), va descriure el triangle anatòmic cervical d'interés en cirurgia vascular i l'artèria que reben el seu nom. El 1888, el cirurgià estatunidenc Rudolph Matas (1860-1957) va efectuar la primera endoaneurismorràfia. El paleopatòleg Marc Armand Ruffer (1858-1917) va documentar histológicament l'any 1911 per primera vegada lesions arterials en restes momificades humanes de l'antic Egipte Posteriorment s'han identificat signes d'ateroesclerosi avançada en el cos d'Ötzi i en algunes mòmies peruanes precolombines, de la tribu Pueblo, de caçadors-recol·lectors de la cultura aleutiana Unangan i d'inuits groenlandesos de fa cinc-cents anys. El cirurgià Alexis Carrel va aconseguir avenços molt importants en les tècniques de sutura i reconstrucció de les estructures arterials. Durant la dècada de 1920, l'alemany Paul Linser (1871-1963) tractà químicament les cames de milers de pacients amb una injecció de clorur de mercuri, amb l'objectiu d'esclerosar les seves venes varicoses. Uns anys després, el seu assistent Karl Linser (1895-1976) va substituir aquesta substància per una solució de clorur de sodi al vint-i-dos per cent, molt menys nefrotòxica. A hores d'ara hi ha altres mètodes, més segurs i eficaços, per fer-ho, com l'escleroteràpia amb tetradecilsulfat de sodi diluït o amb microescuma de polidocanol. També al llarg dels anys 20, el francès René Leriche (1879-1955) introduí la simpatectomia lumbar com a técnica quirúrgica per millorar la perfusió sanguínia de les extremitats inferiors dels pacients isquèmics. El concepte d'isquèmia crítica d'extremitats inferiors va ser definit per primera vegada en el Working Party of the International Vascular Symposum de l'any 1981 i, de llavors ençà, la classificació diagnòstica d'aquesta greu malaltia arterial perifèrica ha sigut modificada diverses vegades. Abans del descobriment dels primers anticoagulants efectius als anys 30, les trombosis venoses profundes es tractaven amb repós al llit, elevació de l'extremitat i compresses calentes per reduir el vasoespasme i augmentar la circulació col·lateral. El portuguès Reynaldo Dos Santos (1880-1970) fou el pioner de l'arteriografia aòrtica i el cirurgià de la Universitat de Lisboa João Cid dos Santos (1907-1975) és considerat l'iniciador de la tècnica d'endarterectomia per eliminar les plaques ateromatoses arterials. Charles Dubost (1914-1991) va fer l'any 1951 la primera exèresi i reconstrucció quirúrgica d'un AAA, amb un curs postoperatori bó. La ruptura d'aquests aneurismes és encara una urgència quirúrgica molt greu, amb una taxa de mortalitat global que pot arribar fins al 90 per cent dels casos. El 1966, Kenneth Charles Appell aconseguí perfeccionar l'accés vascular per l'hemodiàlisi dels malalts amb insuficiència renal crònica gràcies a la creació d'una fístula arteriovenosa braquial eficaç i duradora, anastomosant l'artèria radial i la vena cefàlica. Els estatunidencs Michael E. DeBakey i Denton Cooley (1920-2016) van ser pioners en l'ùs d'una pròtesi de material plàstic per al tractament dels AAAs. L'italià Edmondo Malan (1910-1978) es distingí per l'aplicació de la pletismografia en l'estudi de les malalties vasculars. El barceloní Ferran Martorell i Otzet (1906-1984) va ser un dels membres fundadors de la International Society of Angiology. Entre altres aportacions al coneixement mèdic, descrigué l'úlcera hipertensiva homònima. Eusebi Sala i Planell (1923-2020), col·laborador de Joan Gibert i Queraltó i de Jaume Pi i Figueras, fou un altre destacat angiòleg català. Rafael Comalrena de Sobregrau Augé (1924-2010) introduí la tècnica de bypass com a tècnica d'elecció en la revascularització dels membres inferiors i rebé la medalla President Macià l'any 1995.

## Tractaments i mètodes diagnóstics
L'ecografia Doppler és avui dia una tècnica eficaç i menys invasiva que l'angiografia a l'hora d'avaluar moltes afeccions de venes i artèries. L'endarterectomia de la caròtide serveix per evitar accidents vasculars cerebrals relacionats amb l'estenosi d'aquesta artèria, sigui simptomàtica o no. La intervenció tipus CHIVA (cirurgia hemodinàmica de la insuficiència venosa ambulatòria) és un procediment amb anestèsia local, senzill i de baix cost que no requereix l'ablació de la vena safena i que té bons resultats a llarg termini. Els fàrmacs venotònics són un grup de medicaments que actuen reduint la fragilitat i la permeabilitat dels vasos i, tot i no curar les manifestacions més greus de la insuficiència venosa crònica, poden disminuir la importància d'alguns del seus símptomes. Provada adequadament i amb una implementació curosa, la intel·ligència artificial facilita molt la pràctica de la cirurgia vascular i afegeix un valor exponencial al conjunt d'eines diagnòstiques i terapèutiques que té disponibles a hores d'ara.

## Formació
A Espanya és reconeguda des de l'any 1978 l'especialitat en angiologia i cirurgia vascular, que s'ocupa del diagnòstic i el tractament de les patologies arterials i venoses, restant-ne excloses les del cor i les artèries intracraneals. La Unió Europea de Metges Especialistes és l'organització que lliura la Certificació Europea en Cirurgia Vascular (Fellow of the European Board in Vascular Surgery), la qual facilita l'accés a llocs laborals fora del país d'origen.